# Kulla-Gulla-priset
Kulla-Gulla-priset är ett svenskt litteraturpris. Priset instiftades 1999 av Martha Sandwall-Bergström och går till i Sverige boende författare (huvudsakligen barn- och ungdomsförfattare) som skriver prosa. Priset delas ut genom Stiftelsen Martha Sandwall-Bergströms författarfond, som även delar ut stipendier till forskare och författare. Priset delas ut vartannat år och stipendierna vartannat år. Prissumman är (2024) 113 000 kronor.

## Pristagare
- 1999 – Ann-Madeleine Gelotte
- 2001 – Annika Holm
- 2003 – Bo R Holmberg
- 2008 – Anita Eklund Lykull
- 2010 – Janne Lundström
- 2012 – Gunna Grähs
- 2014 – Åsa Lind
- 2016 – Ulf Stark
- 2018 – Frida Nilsson
- 2020 – Jakob Wegelius[2]
- 2022 – Jenny Jägerfeld[1]
- 2024 – Viveca Lärn[3]